# إريك باول (كاتب)
إريك باول (بالإنجليزية: Eric Powell)‏ هو فنان قصص مصورة وكاتب أمريكي، ولد في 8 مارس 1975.